# Skrain Dukat
Skrain Dukat, conosciuto anche con il nome preceduto dal suo titolo, Gul Dukat, è un personaggio immaginario dell'universo fantascientifico di Star Trek. Interpretato dall'attore Marc Alaimo, appare in 35 episodi della serie televisiva Star Trek: Deep Space Nine, fin dal primo episodio L'emissario (prima parte), e nel videogioco Star Trek: Deep Space Nine - Dominion Wars (2001).
Gul Dukat è un leader cardassiano e antagonista ricorrente di Benjamin Sisko. Era il prefetto della stazione spaziale Terok Nor, poi ribattezzata Deep Space Nine dalla Federazione dei Pianeti Uniti, quando l'ha occupata dopo la liberazione di Bajor, e di Bajor stessa durante l'occupazione cardassiana.
Dukat è divenuto uno dei personaggi preferiti dai fan di Star Trek ed è considerato uno dei maggiormente iconici tra tutti i "cattivi" del franchise.

## Storia del personaggio

### Timelineclassica
Dukat ha ottenuto il titolo militare di Gul, e per questo è spesso chiamato Gul Dukat. Alto, carismatico, dotato di una forte volontà e di una smisurata ambizione, inizia come semplice antagonista (ma brutale), ma in seguito diventa uno dei principali cattivi della serie.
Nei riguardi del popolo bajoriano, fin dall'occupazione del pianeta Bajor da parte dei Cardassiani, Dukat si è sempre ritenuto un leader ragionevole, sorprendendosi che non gli fossero tributati per questo apprezzamento e rispetto. Ogni volta che i Bajoriani si sono ribellati (v. anche Resistenza bajoriana) ha reagito violentemente, con esecuzioni di massa, accusando il popolo di costringerlo ad azioni ostili. In quanto capo della forza di occupazione cardassiana su Bajor, Dukat è ritenuto responsabile di svariati milioni di morti tra la popolazione civile.
Su Cardassia Primo ha una moglie e sette figli piccoli; ciò non gli vieta di avere una relazione con una donna bajoriana di cui è profondamente innamorato e da cui ha una figlia, Tora Ziyal, che crede morta ma che ritrova viva su un pianeta insieme ad altri Bajoriani.. L'amore per la figlia lo porta a presentarla alla società cardassiana, dalla quale viene ostracizzato, perdendo il titolo di Gul e diventando il comandante di una semplice nave mercantile dopo essere stato lasciato dalla consorte.
Per un periodo, sembrava essere riuscito a guadagnarsi l'amicizia del comandante Sisko e del maggiore Kira Nerys. Il rispetto che, anche se con riluttanza, aveva ottenuto scompare però in seguito all'alleanza tra Cardassia e il Dominio che caratterizza la Guerra del Dominio.
Verso la fine della serie, Dukat si impegna a studiare testi proibiti della tradizione bajoriana, con lo scopo di contattare e liberare i Pah-wraith, acerrimi nemici dei Profeti di Bajor, diventando il loro Emissario. Durante la puntata che chiude la serie, Dukat è ormai diventato un pazzo che vuole solo assistere alla rovina della galassia; perde nello scontro con Sisko prima che possa completare il rituale che avrebbe liberato i Pah-wraith, e rimarrà per sempre incarcerato nelle Caverne di Fuoco assieme ai suoi signori.

### Timelinealternative
Nel 2400 di una realtà alternativa creata da Q, nello studio di Jean-Luc Picard vi è un'ampia collezione di trofei, comprendenti armi e teschi di nemici sconfitti, tra cui figura anche il teschio di Gul Dukat.

## Sviluppo
I Cardassiani vengono introdotti nell'universo di Star Trek nell'episodio Un uomo ferito di The Next Generation, dove il comandante cardassiano Macet viene interpretato da Marc Alaimo. Se la somiglianza tra Macet e Dukat non viene spiegata quando il secondo appare in Deep Space Nine, viene dato un chiarimento nel racconto Demons of Air and Darkness di Keith R. A. DeCandido, in cui appare Macet che dice a Kira Nerys: "Skrain Dukat era mio cugino".
Dukat svolge un ruolo versatile nella serie Deep Space Nine ed è un personaggio ricco di sfumature. Il co-produttore esecutivo Ronald D. Moore ne ha parlato in questi termini: "Non penso sia completamente malvagio in tutto e per tutto... Può risultare affascinante. Può essere generoso. Può fare la cosa giusta. Tutto ciò rende in qualche modo le sue azioni 'malvagie' ancora più spregevoli, perché sappiamo che in lui c'è il potenziale per essere una persona migliore." In conclusione, nonostante la versatilità del personaggio, "Dukat è un ragazzo cattivo. Un ragazzo molto cattivo". Infatti, StarTrek.com lo descrive come "il cattivo più complesso e maggiormente sviluppato nella storia di Star Trek".

## Interpreti

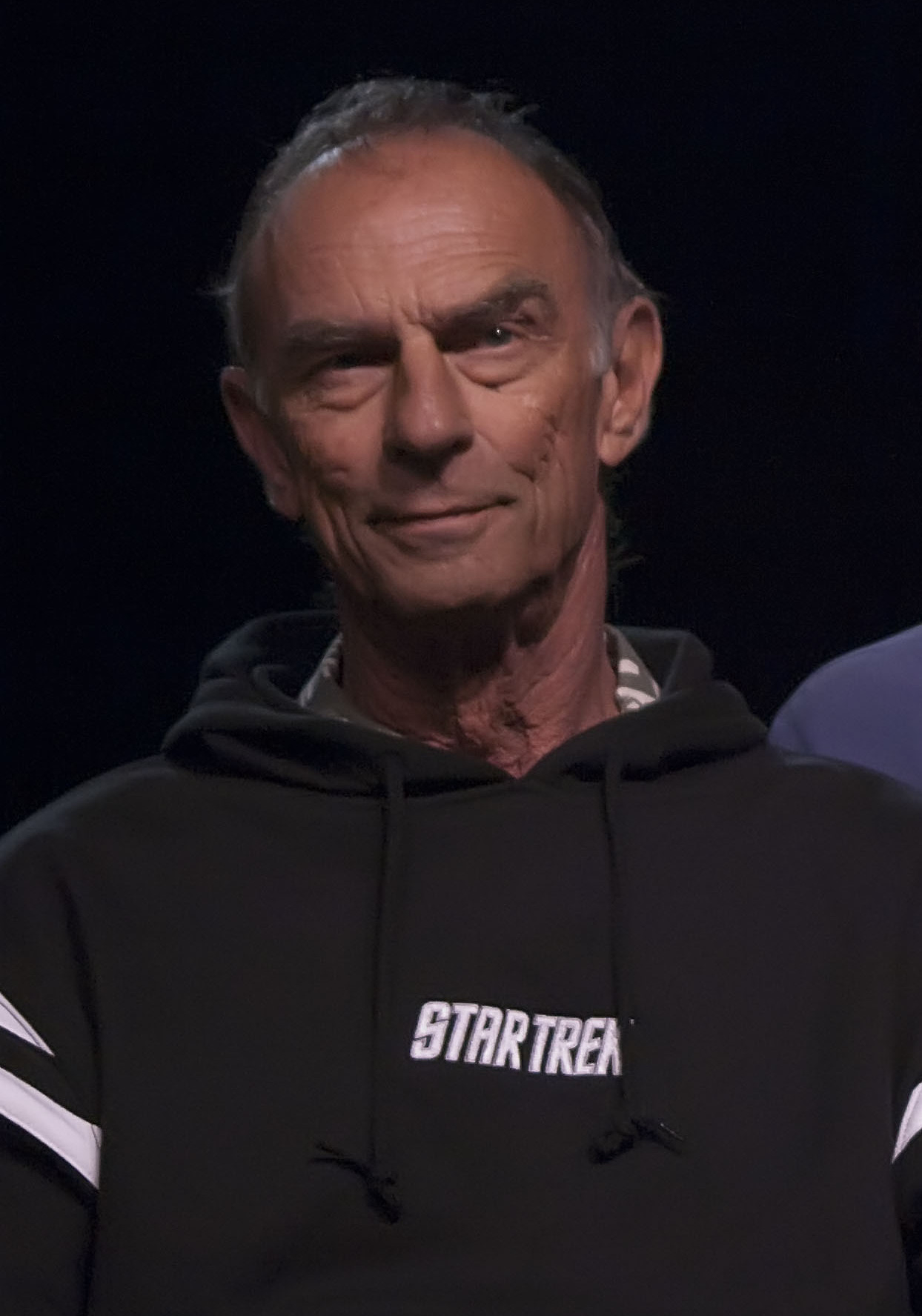
Marc Alaimo, interprete di Dukat

Skrain Dukat è interpretato dall'attore statunitense Marc Alaimo, che lo impersona nei 35 episodi di Deep Space Nine in cui il personaggio è presente. Alaimo, inoltre, gli presta la voce anche nel videogioco Star Trek: Deep Space Nine - Dominion Wars (2001). L'attore ha interpretato anche altri personaggi minori nel franchise di Star Trek: è l'Anticano Badar N'D'D nell'episodio Solo in mezzo a noi della serie televisiva The Next Generation; è il comandante romulano Tebok, nell'episodio La zona neutrale sempre di TNG; è il primo Cardassiano apparso in Star Trek, il comandante Macet, nell'episodio Un uomo ferito ancora di TNG; è l'Umano del passato Frederick La Rouque nell'episodio in due parti Un mistero dal passato di TNG; infine è l'Umano degli anni cinquanta del XX secolo Burt Ryan nell'episodio Lontano, oltre le stelle di Star Trek: Deep Space Nine.
Nell'edizione italiana di Deep Space Nine, Dukat viene doppiato da Paolo Buglioni, dalla prima alla sesta stagione, e da Stefano De Sando, nella settima stagione.

## Accoglienza
Nel 2009 IGN ha classificato Dukat al 15º posto tra i migliori personaggi di Star Trek in assoluto, definendo il personaggio un "cattivo ragazzo" complicato e ricco di sfumature, sottolineando la moralità del personaggio così come descritta nell'episodio I sopravvissuti della Ravinok così come la sua prima apparizione nell'episodio L'emissario.
Nel 2016 Screen Rant classifica Dukat all'8º posto tra i migliori personaggi di tutto Star Trek apparsi al cinema o in televisione. Lo stesso anno Time lo classifica al 4º posto tra i migliori "cattivi" di tutto il franchise di Star Trek.
Nel 2018 CBR.com classifica Gul Dukat al 3º posto tra i personaggi ricorrenti di tutto il franchise di Star Trek.

## Merchandising (parziale)
- La Playmates ha realizzato alcune edizioni dell'action figure da 4½" di Gul Dukat nella sua linea Star Trek: Deep Space Nine.[9]
- Sempre la Playmates nel 1998 ha realizzato anche un'action figure di Gul Dukat da 9" in stile Mego, con abiti in stoffa e accessori, per la propria linea Warp Factor.[10]
- Nel 2008 Diamond Select/Art Asylum ha realizzato un'action figure parodistica di Gul Dukat da 3", in stile delle Minifigure della LEGO, per la sua linea MiniMates, in due edizioni, ambedue in coppia con due differenti versioni di Benjamin Sisko.[11]

## Filmografia
- Star Trek: Deep Space Nine - serie TV, 35 episodi (1993-1999)
- Star Trek: Picard - serie TV, episodio 2x02 (2022)

## Libri (parziale)

### Romanzi
- (EN) Dean Wesley Smith e Kristine Kathryn Rusch, Vectors, collana Star Trek: The Next Generation: Double Helix, n. 2, New York, Pocket Books, 1999, ISBN 0671032569.

## Videogiochi
- Star Trek: Deep Space Nine - Dominion Wars (2001)
- Star Trek Timelines (2020)